# Disaster Movie
Disaster Movie (en Hispanoamérica: Un desastre de película) es una película de comedia estadounidense dirigida por Jason Friedberg y Aaron Seltzer. La cinta se estrenó el 29 de agosto de 2008 en Estados Unidos y está protagonizada por Matt Lanter, Nicole Parker, Crista Flanagan, Vanessa Minnillo, Carmen Electra, Kim Kardashian, Ike Barinholtz y Gary Johnson. Fue nominada a 6 Premios Razzie, peor película, peor dirección, peor guion, peor actriz secundaria para Carmen Electra, peor actriz secundaria para Kim Kardashian y peor precuela, remake, copia o secuela.

## Sinopsis
Will (Matt Lanter) tiene un sueño en el que se ve en peligro en una selva. En él se encuentra con Amy Winehouse, quien le dice que el Fin del Mundo será el 29 de agosto de 2008 (el día del estreno de la película) y la calavera de cristal debe permanecer en paz. Cuando Will despierta, discute con su novia. Luego, en su fiesta de cumpleaños, hay una transmisión de emergencia diciendo que unos cambios climáticos están destruyendo la ciudad y todos siguen calmados, pero cuando dicen que una tienda de yogur y un club de estriptis fueron destruidos todos se desesperan.
Will quiere abandonar la ciudad, pero cuando se entera de que su novia Amy está atrapada decide regresar. Él y sus amigos vivirán un desastre de película.
Will después de salvar a su novia, decide poner la calavera de cristal en su altar y se encuentra con su padre 'Indiana'.(Tony Cox).

## Personajes
- Nicole Parker: La Princesa Giselle, Amy Winehouse, Jessica Simpson
- Matt Lanter: Will, Troy Bolton
- Vanessa Minnillo: Amy, Gabriella Montez
- Gary "G. Thang" Johnson: Calvin, Chad Danforth
- Crista Flanagan: Juno MacGuff, Hannah Montana/Miley Cyrus
- Kim Kardashian: Lisa, Taylor McKessie
- Ike Barinholtz: Wolf, Anton Chigurh, Hellboy, Policía, Beowulf, Batman, Príncipe Caspian
- Tad Hilgenbrink: El príncipe Edwin
- Jason Boegh: Carrie Bradshaw
- Carmen Electra: Bella asesina
- Tony Cox: Indiana Jones
- Yoshio Iizuka: Po
- Roland Kickinger: El increíble Hulk
- Jacob Tolano: Bruce Banner
- Walter Harris: John Hancock
- Gerrard Fachinni: Iron Man
- Christopher Johnson: Michael Jackson
- John Di Domenico: Dr. Phil
- Abe Spigner: Flavor Flav
- Valerie Wildman: Samantha
- Devin Crittenden: Paulie Bleeker
- Jonas Neal: Paulie Bleeker
- Ty Miller: Niño
- Lloyd Arnold II: Jo-jo
- Jared S. Eddo: Meteoro